# 傑貝爾莫亞
傑貝爾莫亞（Jebel Moya）是位於蘇丹南傑濟拉平原的一處考古遺址，距離首都喀土穆約250公里東南方。該遺址年代跨度為公元前5000年至公元500年，佔地約104,000平方公尺（25英畝），是目前非洲發現規模最大的游牧民族墓地之一，已發掘超過3,000座墓葬。該遺址最初由亨利·威康爵士於1911至1914年間進行發掘。出土文物顯示傑貝爾莫亞與周邊地區（甚至遠至埃及）存在貿易往來。

## 環境背景
傑濟拉平原是由青尼羅河沖積形成的巨型沖積扇。公元前3500年左右，隨著熱帶輻合帶南移，該地區從沼澤環境逐漸轉變為熱帶草原，現代洪水水位於此時定型。到公元前3000年，環境已完全從沼澤轉變為草原和半荒漠草原。公元初期，僅存少數濕地，其中一處重要遺址是位於傑貝爾莫亞東北方的傑貝爾托馬特（Jebel et Tomat），同為早期游牧民族活動區域。
南傑濟拉平原的環境可分為沼澤植被、河岸林地、草原和山地植被四類。這使得傑貝爾莫亞無論在現代還是古典時期、麥羅埃時期都處於過渡地帶。
"傑貝爾莫亞"原指包含多座花崗岩山丘的地質塊體，這些山丘通過山脊和山谷相連；後來該名稱特指位於東北側山谷內的考古遺址。該地質塊體是傑濟拉平原基底雜岩（Basement Complex）的花崗岩露頭，突破上覆砂岩層。基底雜岩含有地下含水層，使得淡水能在傑貝爾莫亞等露頭區域湧出地表。
這使傑貝爾莫亞成為潛在淡水來源，對於缺乏永久地表水源的平原維持牲畜群至關重要。該含水層由青尼羅河與白尼羅河共同補給。這證明公元前1000年至公元1000年間，該地區生態環境適合游牧活動。

## 年代考證

### 富蘭克·艾迪生的年代推測
由於最初發掘時的地層信息存在誤差，艾迪生最初對該遺址使用年代（公元前1000-400年）的推測並不準確。他後來將年代修正為公元前400年至公元400年，與北方的麥羅埃王國時期重疊。

### 魯道夫·格哈茲的年代劃分
1994年，魯道夫·格哈茲根據艾迪生的數據重新解讀傑貝爾莫亞的年代，將遺址劃分為三個更精確的階段。第一階段（公元前5000年）包含遺址的零星使用，以及波浪點線紋陶器。第二階段（公元前3000-800年）包含傑貝爾莫亞大多數墓葬，包括西半部的墓葬，以及東半部許多未明確歸類、缺乏隨葬品的墓葬。第三階段（公元前800-100年）可能首次出現來自北方的貿易物品，特別是金屬、陶器和玻璃。第三階段涵蓋了傑貝爾莫亞東半部其餘的墓葬。格哈茲對第二和第三階段的推測有誤；傑貝爾莫亞未發現麥羅埃輪製陶器，並不代表該遺址在公元前100年就被廢棄，因為當地已出現自製的輪製陶器。

### 當前年代學觀點
現有假設認為，公元前6000至5000年間，手工業社群網絡促進了思想和動物向蘇丹中部/中南部的傳播。
現存所有遺跡特徵（包括墓葬）均屬於第二階段（約公元前3000-800年）和第三階段（公元前800-100年）。傑貝爾莫亞的主要活動年代為公元前2300年。該遺址最早的確切墓葬證據可追溯至公元前一世紀中期。
繼格哈茲的第一階段後，時期1定年為公元前第六千紀末或第五千紀初。時期2介於公元前2500至1500年之間。根據周邊北方經濟形態推斷，此階段傑貝爾莫亞居民可能從事遊牧或農牧混合經濟。時期3為公元前100年至公元500年，大多數墓葬集中於此階段。對傑貝爾莫亞骨骼樣本的加速器質譜測年因缺乏膠原蛋白而失敗。陶器的OSL測年成為該遺址首個絕對年代數據。

## 居住活動
由於擁有穩定水源，傑貝爾莫亞存在多處居住遺址和墓葬區，供當地遊牧民族使用。
韋爾科姆考古隊發現了居住遺址的證據，但多數相關田野記錄已佚失。人工遺存包括三處爐灶、三處硬化泥土地面（其中一處帶有柱洞，另一處含爐灶），這些發現符合居住活動特徵，可能與第一階段（公元前5000年）同期。上層還發現三座窯爐及柱洞。某地層中發現泥灰岩，另一地層則有燒黏土地面，這些證據支持該遺址在三個階段均持續有人居住。
第二季田野調查期間，奧里克·貝茨記錄了一系列石構建築。1912年1月20日，墓地東區發現多座小型石構建築；1月24日，在地表下30公分處發現第七座長7米的半圓形石構。貝茨認為這些由小石塊組成的結構與特定墓葬無關，可能是居所殘跡或用於祭祀/宴飲的石台。西南區發現十九座窯爐，為泥灰抹面的桶形坑穴，深40-50公分，直徑70-80公分，內含燒骨、石塊、陶片和磨盤碎片。艾迪生推測這些石塊先在外部加熱，再置入窯爐緩慢烹煮食物。

## 出土器物
傑貝爾莫亞僅少數器物屬隨葬品，但因墓葬數量龐大，仍發現可觀材料。近半數墓葬無隨葬品，有隨葬品者多僅含少量珠子或唇飾。居住區出土器物包括唇飾、珠子等裝飾品、數百件石器、部分輸入品及「數噸陶片」。

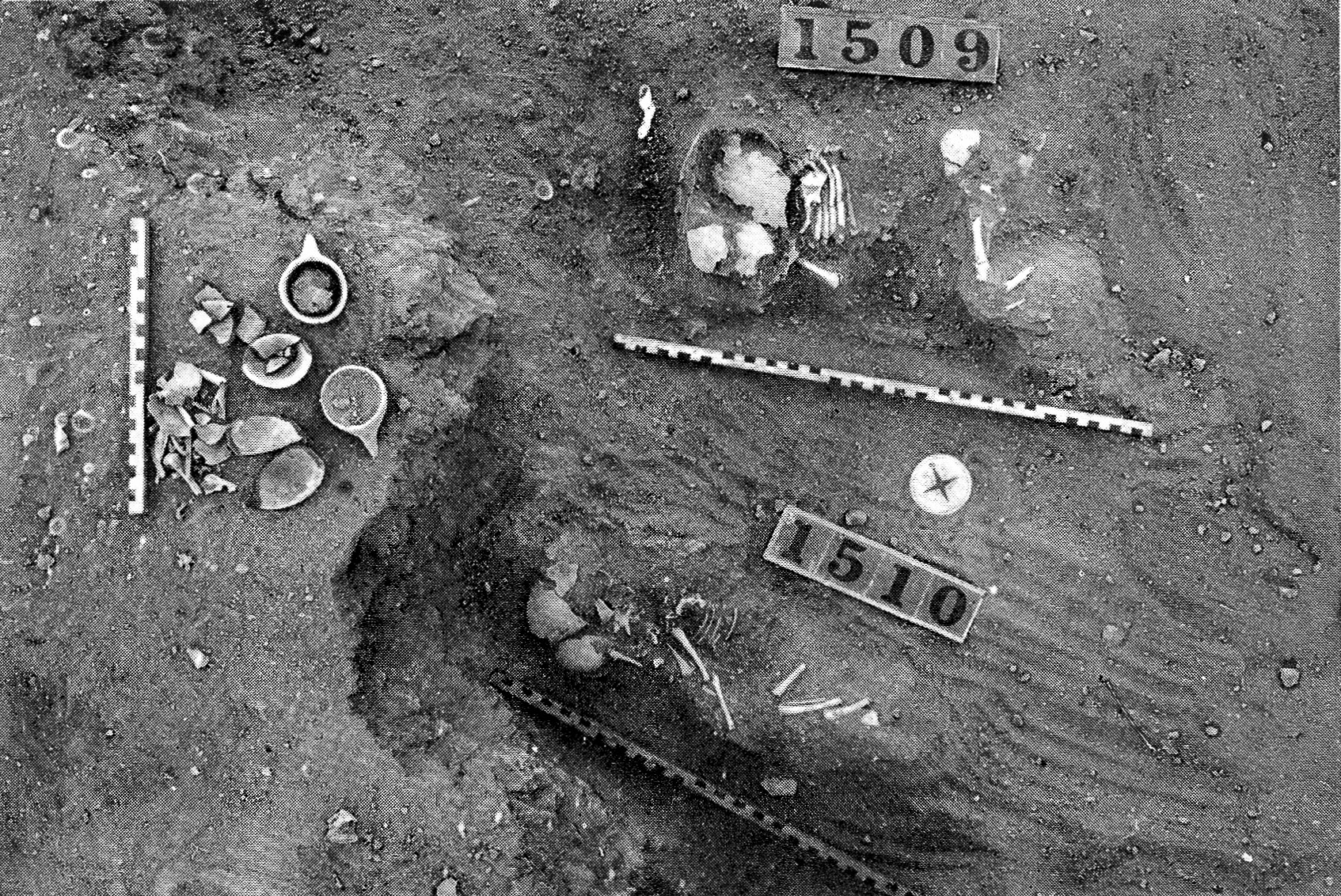
墓葬中的陶器及其他隨葬品（韋爾科姆收藏館藏）

墓葬相關器物包括：護身符、踝飾、臂環、珠子、骨質工具、鑽器、碗、手鐲、石斧、髮夾、線圈、耳環、耳釘、磨石、髮飾、刀、唇釘、權杖頭、針、鼻飾、卵石、吊墜、別針、磨盤、戒指、磨具、聖甲蟲、貝殼和小雕像。
部分器物確證產自傑濟拉平原以南以外地區。東區263號墓和東北區524號墓各出土一件埃及神舒的銅像，年代屬納帕塔時期或麥羅埃時期。東北區某墓葬中的聖甲蟲被艾迪生描述為滑石甲蟲形飾，「背面與基座均刻紋。背面：阿蒙神公羊位於聖樹下，前方有烏賴烏斯蛇。基座：門卡瑞（指第二十五王朝首位統治者門赫佩拉，公元前747-716年在位）之名兩側飾烏賴烏斯蛇」。這些器物強化了傑貝爾莫亞存在兩個明顯居住期的觀點。
含隨葬品的墓葬中，多數僅有少量物品，多為生前佩戴的飾品。在3135座人類墓葬中，1108座（35.3%）有隨葬品，2026座（64.7%）沒有。這些器物的原料可能通過麥羅埃貿易路線從尼羅河流域及更北方輸入。牛形雕像（非墓葬品）與牛葬的存在，佐證了傑貝爾莫亞居民的遊牧屬性。該遺址共發現55處牛骨，或與人骨共存，或單獨埋葬。
與人骨相同，傑貝爾莫亞出土器物僅少量保存至今。

## 農業活動
早期研究因傑貝爾莫亞缺乏農具（與傑貝爾托馬特大量磨石和高粱證據形成對比），推測該地以遊牧為主。但新研究使學者修正此觀點。
2017年，倫敦大學學院與喀土穆大學啟動新發掘，顯示該遺址連續居住時間較此前認為的更長。植物考古分析發現馴化類群證據，馴化高粱（Sorghum bicolor）經放射性碳測定為約公元前2550-2210年，是該社會的主糧作物，出土量龐大。穀殼與籽粒形態變化表明其馴化特徵。
2017年，阿特巴拉河地區（蘇丹東部）報告發現陶器上的馴化型高粱穀殼印痕，與布塔納群陶器相關，年代為公元前3500-3000年。該地區僅距傑貝爾莫亞東北約300公里。
棗樹（Ziziphus sp.）是傑貝爾莫亞另一種確證的食用植物，屬熱帶草原灌木。

## 陶器
傑貝爾莫亞多數陶器並非直接出土於墓室，而是發現於墓葬環境。該遺址陶器按類型與年代分為組合。組合1僅存13片陶片，採用戳印與篦紋構成線性紋飾，屬晚中石器時代（公元前6000年代末）。陶土含沙、雲母和骨質，未經磨光。
組合2含104片陶片，同樣使用戳印、篦紋及繩紋棒裝飾，年代為公元前2500-1500年。
組合3有369片陶片，高度磨光、胎體較薄，施紅陶衣，採用篦紋、尖筆和繩紋分區幾何裝飾，陶土含雲母與骨質，年代為公元前100年至公元500年。
為獲取更精確年代數據，對六片陶器進行OSL測年，組合2與組合3各三片。儘管OSL測年存在較大標準偏差，但兩組數據無重疊，表明傑貝爾莫亞存在三個寬泛時間段。組合1未經OSL測年，但此前陶器分析推測其年代為公元前600-500年，此階段未發現相關墓葬。類似組合2的陶器見於拉巴克（西面）和傑貝爾托馬特（西北）等周邊遺址。
組合3經OSL測定為公元前100年至公元500年，傑貝爾莫亞多數墓葬屬此階段。傑貝爾托馬特晚期居住層亦屬同期，兩地陶器特徵相似（胎薄、磨光）。組合3陶器還見於阿布蓋利（傑貝爾莫亞以東30公里的農牧遺址）。兩地共有的手製陶器類型表明其社群間存在貿易網絡與共時關係。

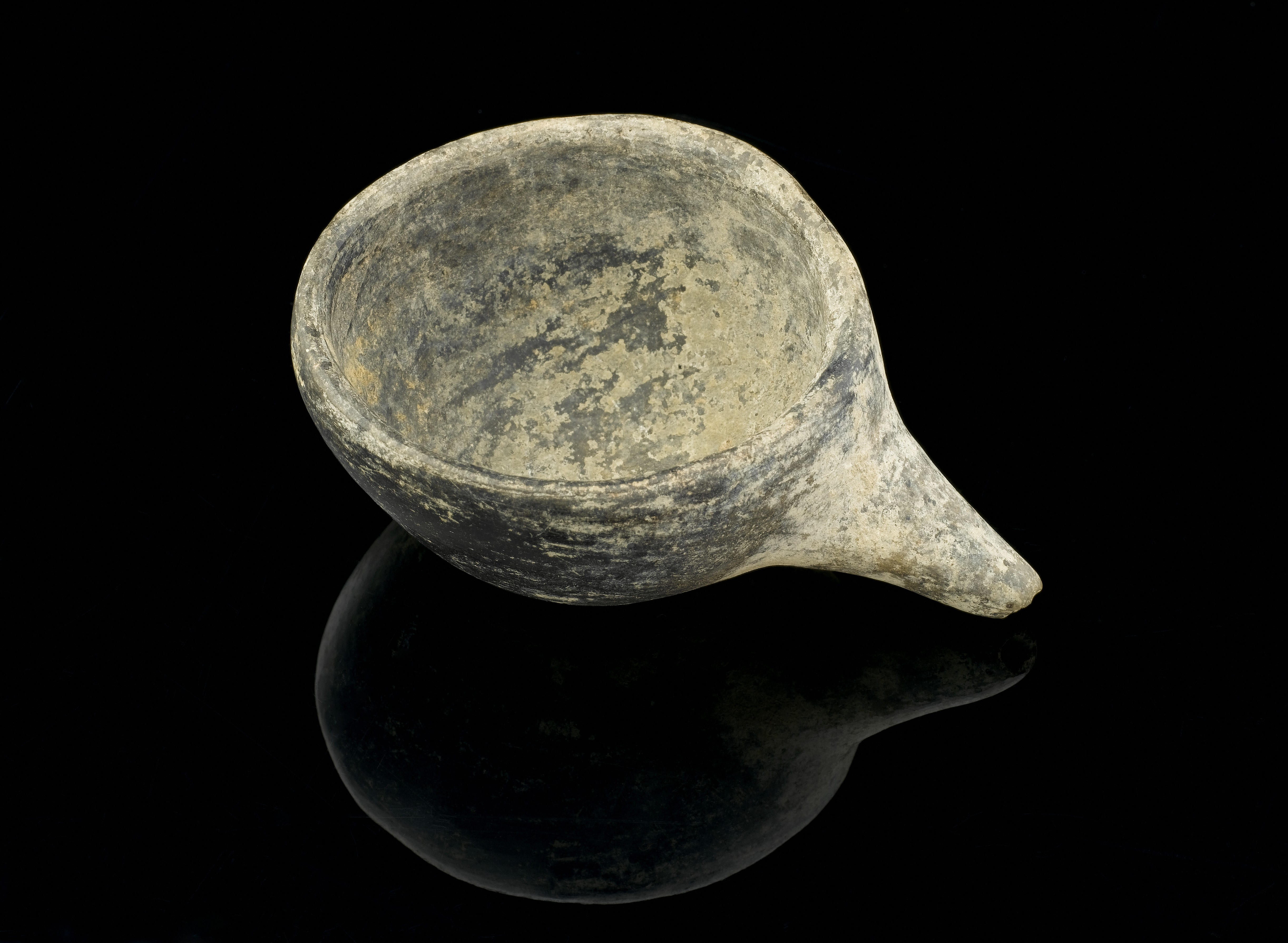
雙嬰合葬墓出土的餵食杯

## 廢棄原因
傑貝爾莫亞廢棄原因未明。M.布拉斯提出一種可能：公元七世紀基督教傳播導致傑濟拉平原南部貿易與社會網絡變遷。

## 圖集

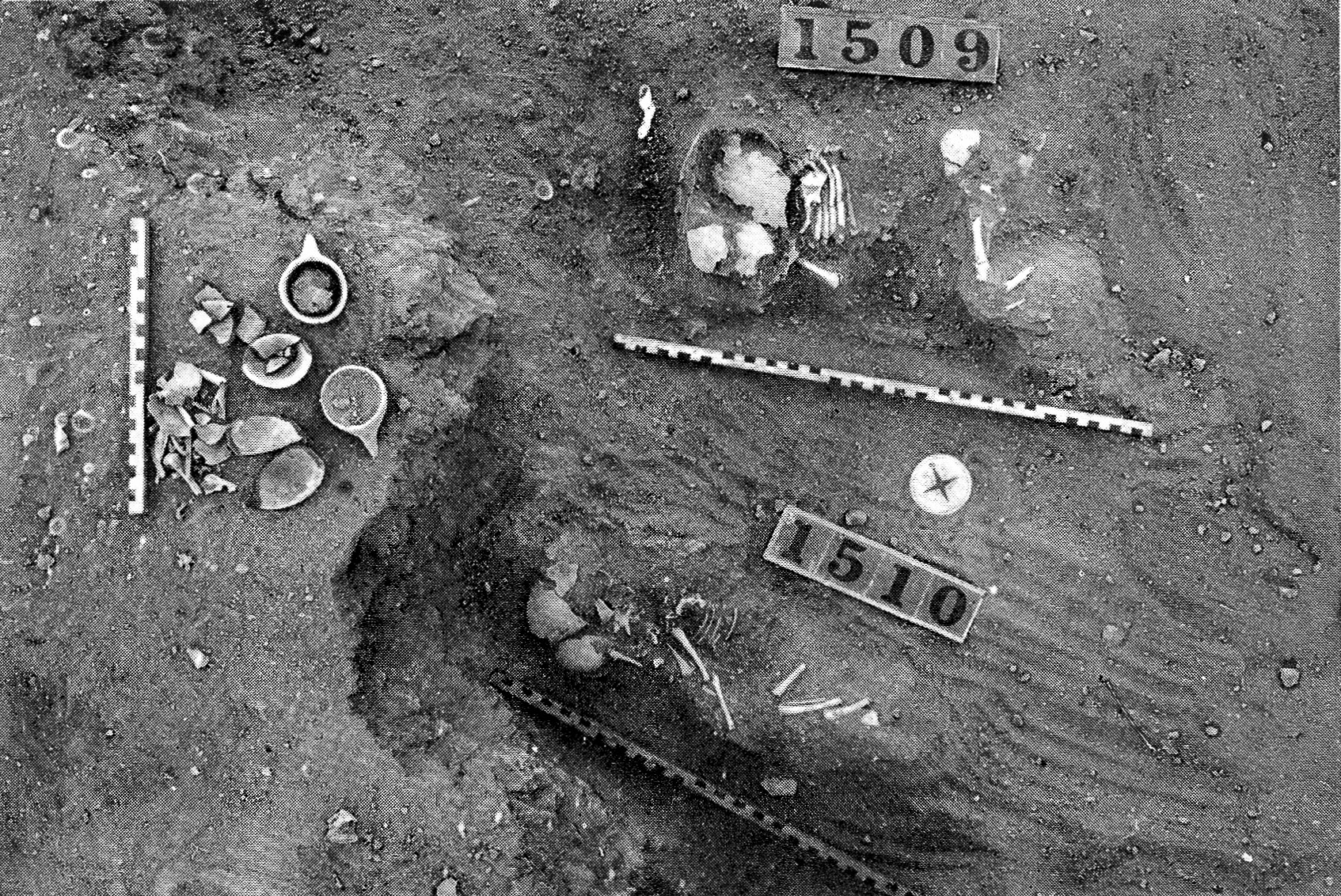
傑貝爾莫亞發掘現場（韋爾科姆收藏館藏）
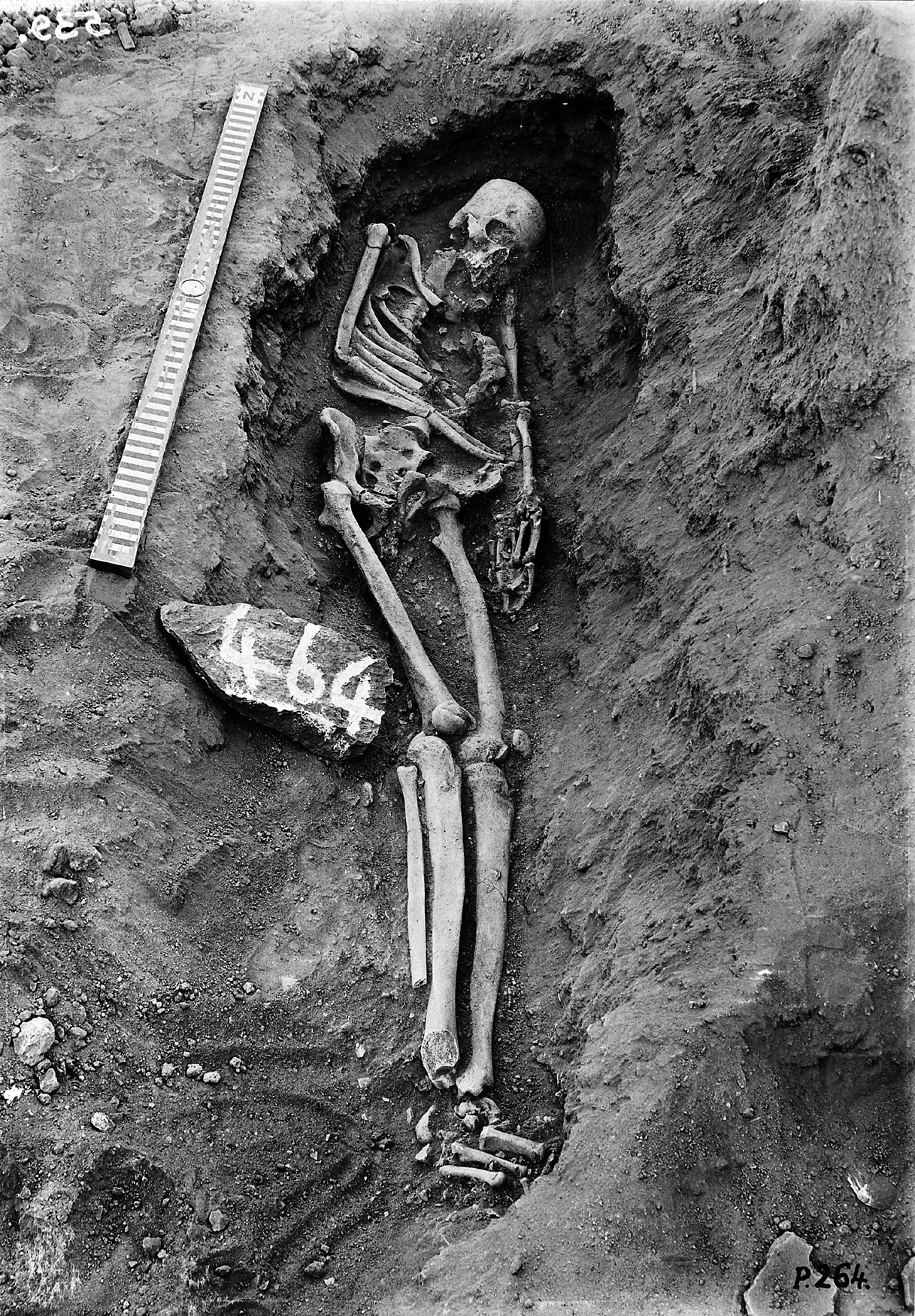
傑貝爾莫亞原位人骨（韋爾科姆收藏館藏）
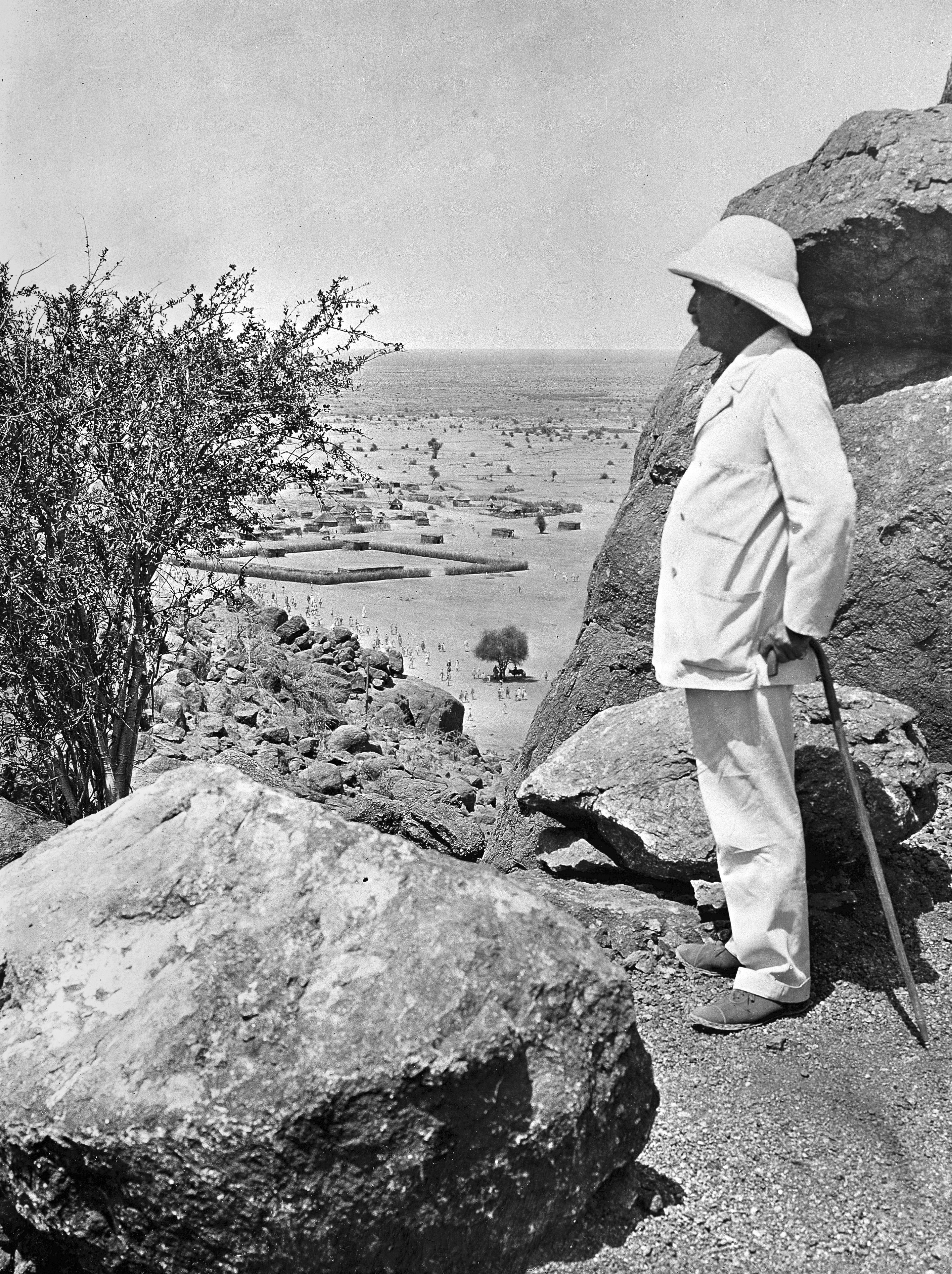
亨利·韋爾科姆爵士在傑貝爾莫亞（韋爾科姆收藏館藏）
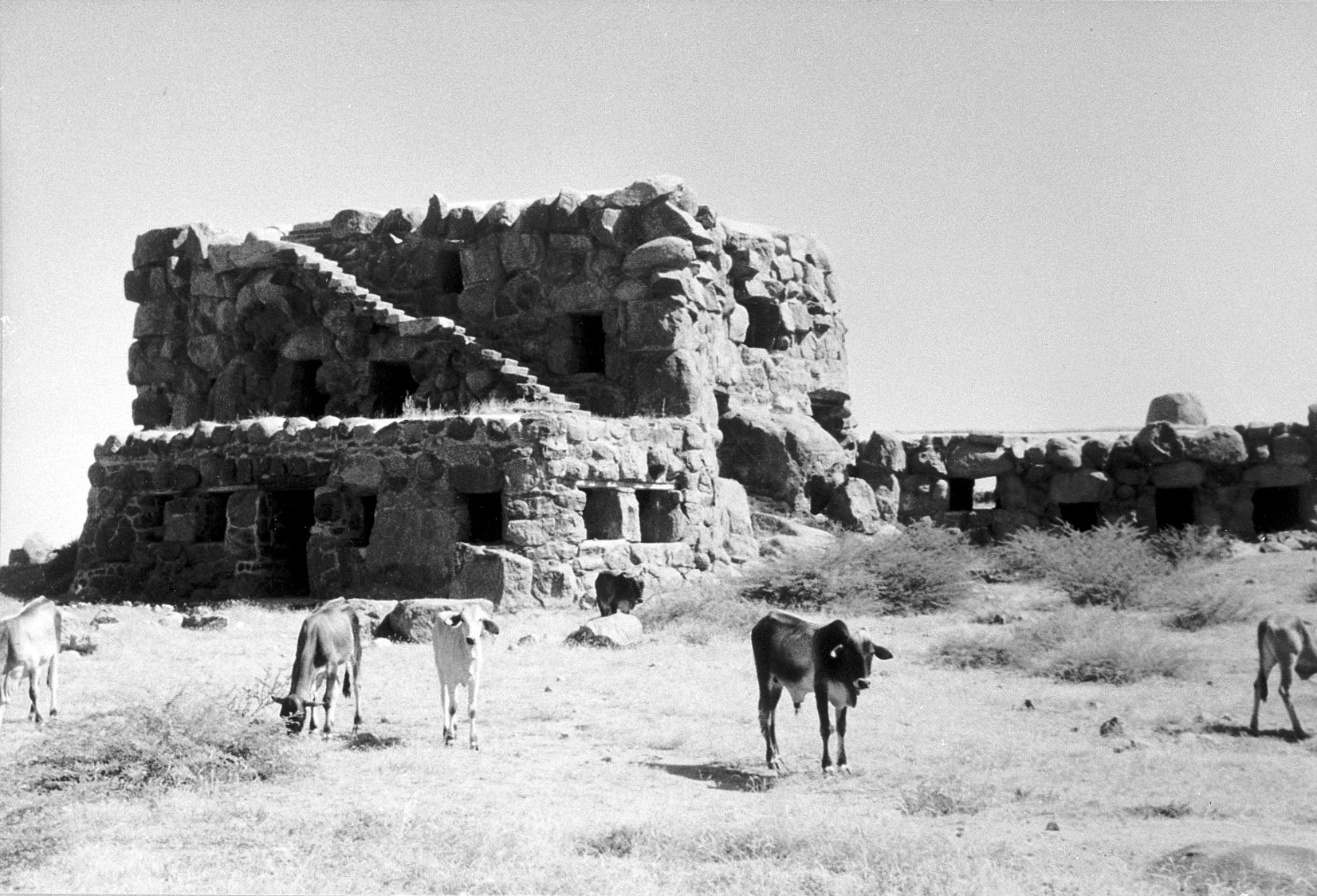
傑貝爾莫亞巨石屋遺址（韋爾科姆收藏館藏）

## 延伸閱讀
- Brass, Michael; Fuller, Dorian Q.; MacDonald, Kevin; Stevens, Chris; Adam, Ahmed; Kozieradzka-Ogunmakin, Iwona; Abdallah, Rayan; Alawad, Osman; Abdalla, Ammar; Gregory, Isabelle Vella; Wellings, Joss; Hassan, Fakri; Abdelrahman, Ali. . Azania: Archaeological Research in Africa (Informa UK Limited). 2 October 2019, 54 (4): 425–444. ISSN 0067-270X. PMC 6920046 . PMID 31853153. doi:10.1080/0067270x.2019.1691845.

## 外部連結
- 倫敦大學學院努比亞專題：傑貝爾莫亞
- 韋爾科姆圖書館檔案
- 韋爾科姆月度影片：1912-13年傑貝爾莫亞工作日記